# Ганс Майр
Ганс Майр (нім. Hans Mayr; 5 вересня 1877, Відень, Австро-Угорщина — 1 грудня 1918, Відень, Австро-Угорщина) — австрійський архітектор та інженер-будівельник, поручик німецької армії, ополченець Першої світової війни.

## Життєпис
Народився в 1877 році у Відні. Навчався в місцевій Академії образотворчих мистецтв, де його наставником був Отто Вагнер.
Ганс Майр був керівником художнього відділу і головним архітектором-проєктувальником Округу III — Горлиці Австро-Угорського Департаменту військових поховань Військової комендатури в Кракові.
Створив проєкти і займався будівництвом 53 Західно-галицьких військових кладовищ з усіх 400 військових поховань періоду Першої світової війни на території колишнього Королівства Галичини та Володимірії.
Більшість кладовищ, автором проєктів яких був Ганс Майр, внесені до Реєстру пам'яток Малопольського воєводства Польщі, які охороняються державою.

## Творчість

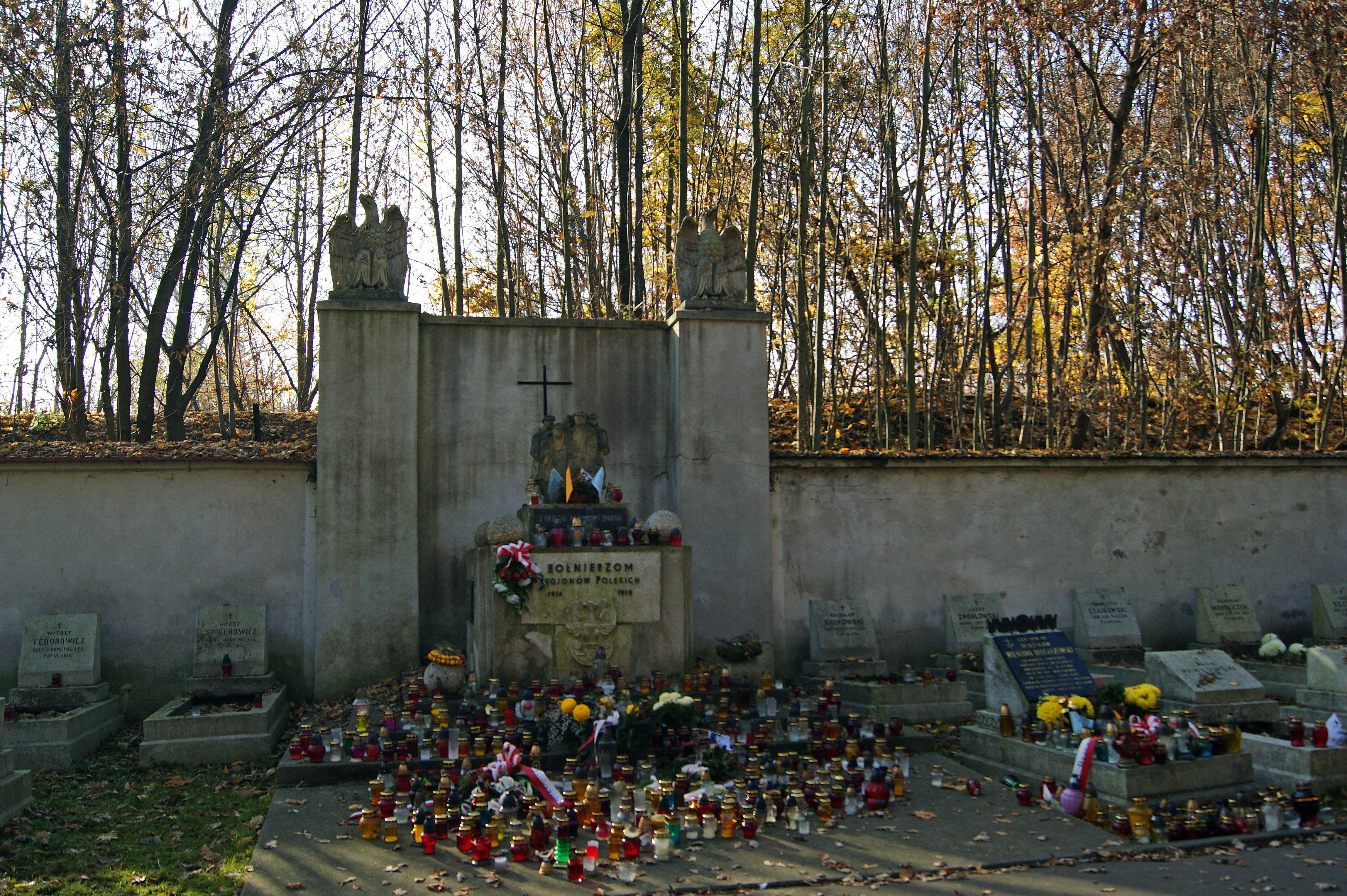
Військове кладовище № 388 на Раковицькому кладовищі, Краків, Польща

- Автор проекту каплиці-мавзолею на військовому кладовищі № 80 в с. Сенкова (нині Горлицький повіт Малопольського воєводства, Польща).
- Створив 2 проекти залізних надмогильних хрестів, які масово встановлювалися на військових кладовищах Округу III — Горлиці і застосовувалися майже у всіх інших Округах Департаменту військових поховань К. і К. краківської військової комендатури.
- Автор високого центрального хреста, виготовленого з металевих балок із напівокруглим покриттям цинковим листом, також часто зустрічається на військових кладовищах у всіх Округах Департаменту, за винятком IX, X і «Z».
- Автор проекту Нового євангелістського кладовища в м. Бельсько-Бяла.
- У 1909 році Ганс Майр, спільно з Теодором Майром, спроектували житлово-офісний комплекс з пасажем в стилі модернізму, що з'єднує вул. 3 травня і вул. Барлицького в центрі міста Бельсько-Бяла.

## Галерея

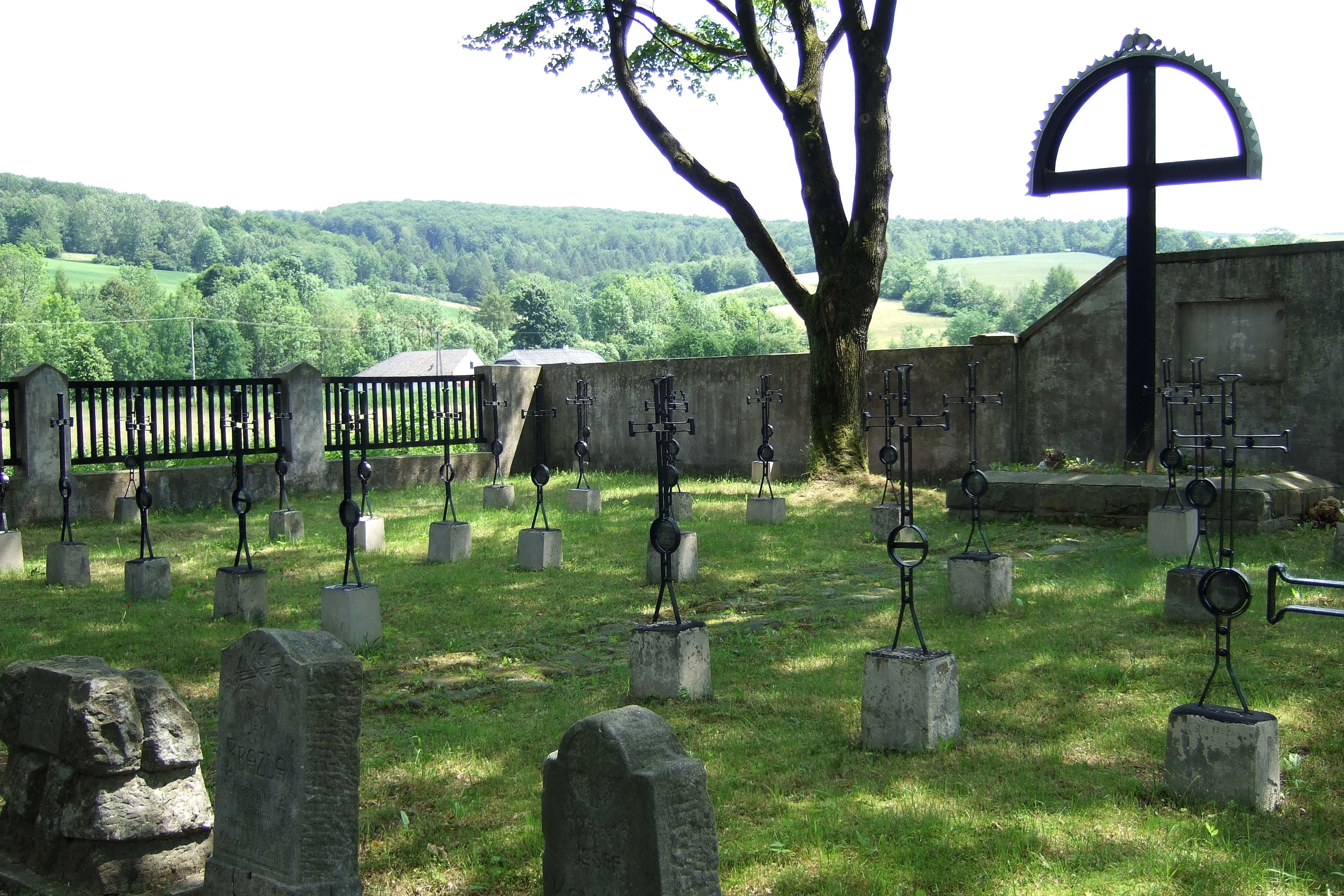
Військове кладовище № 70 в околицях села Овчари, Польща
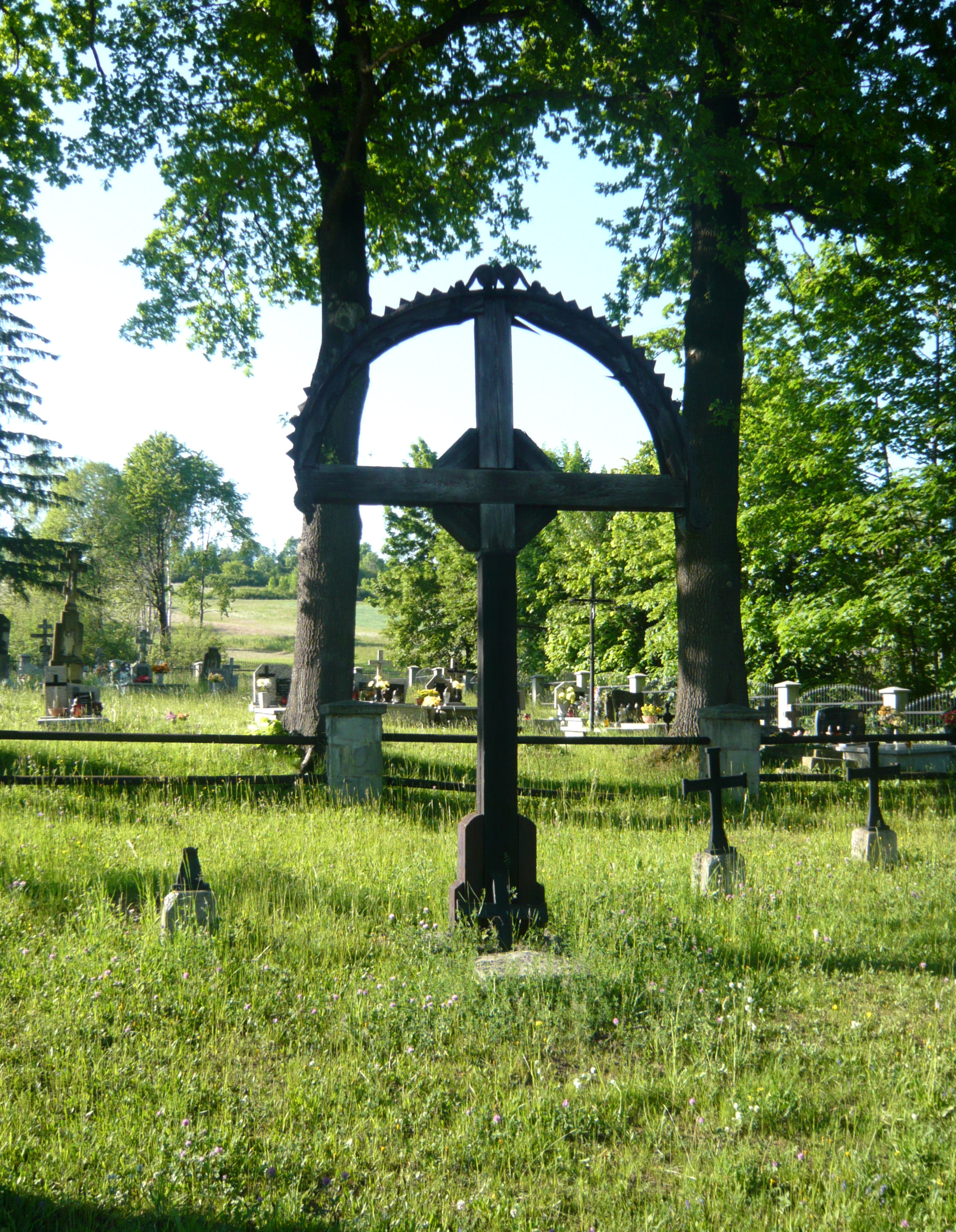
Центральний металевий хрест на Військовому кладовищі № 82 в околицях села Мацина Велика, Польща
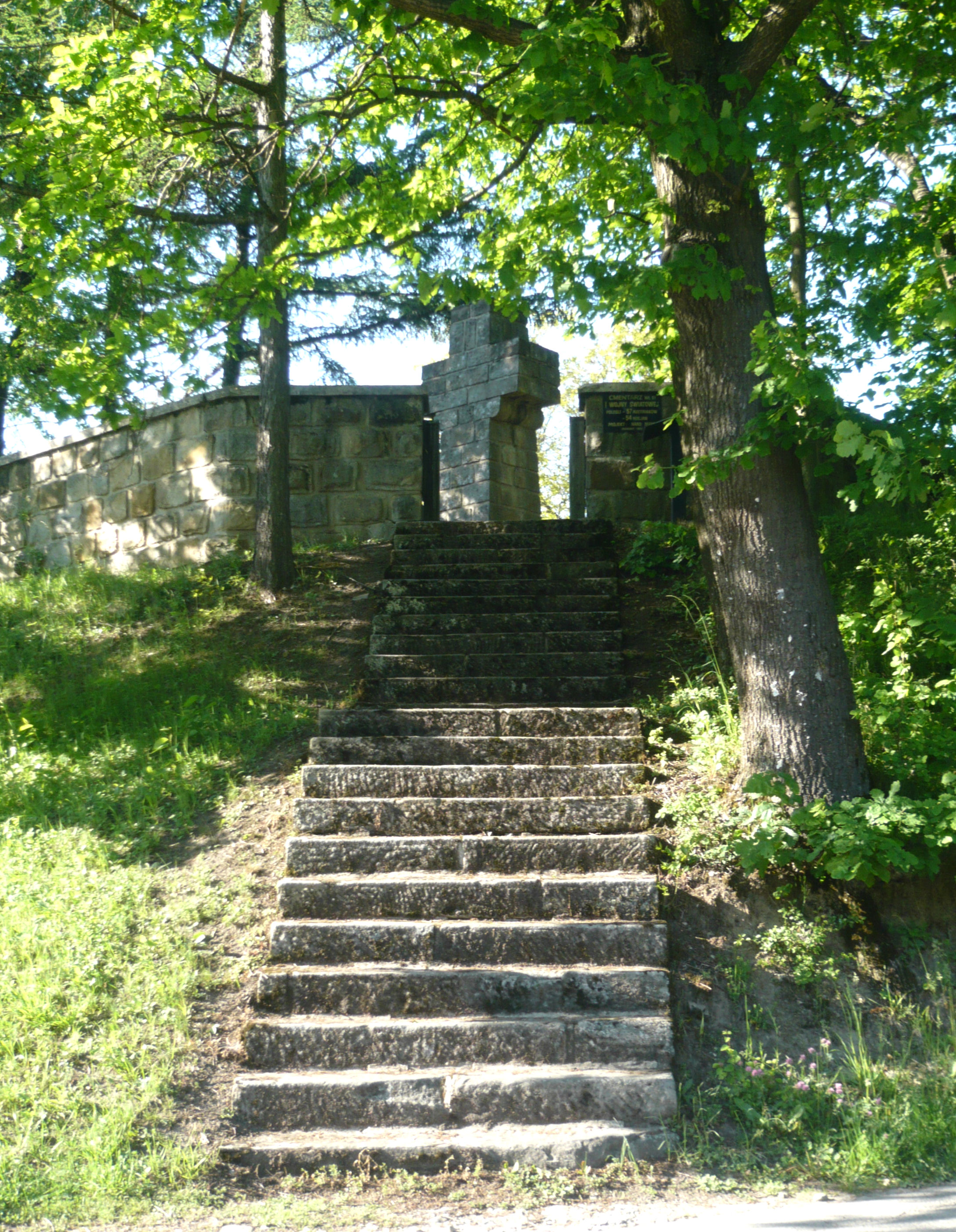
Військове кладовище № 81 в околицях села Мацина Велика, Польща
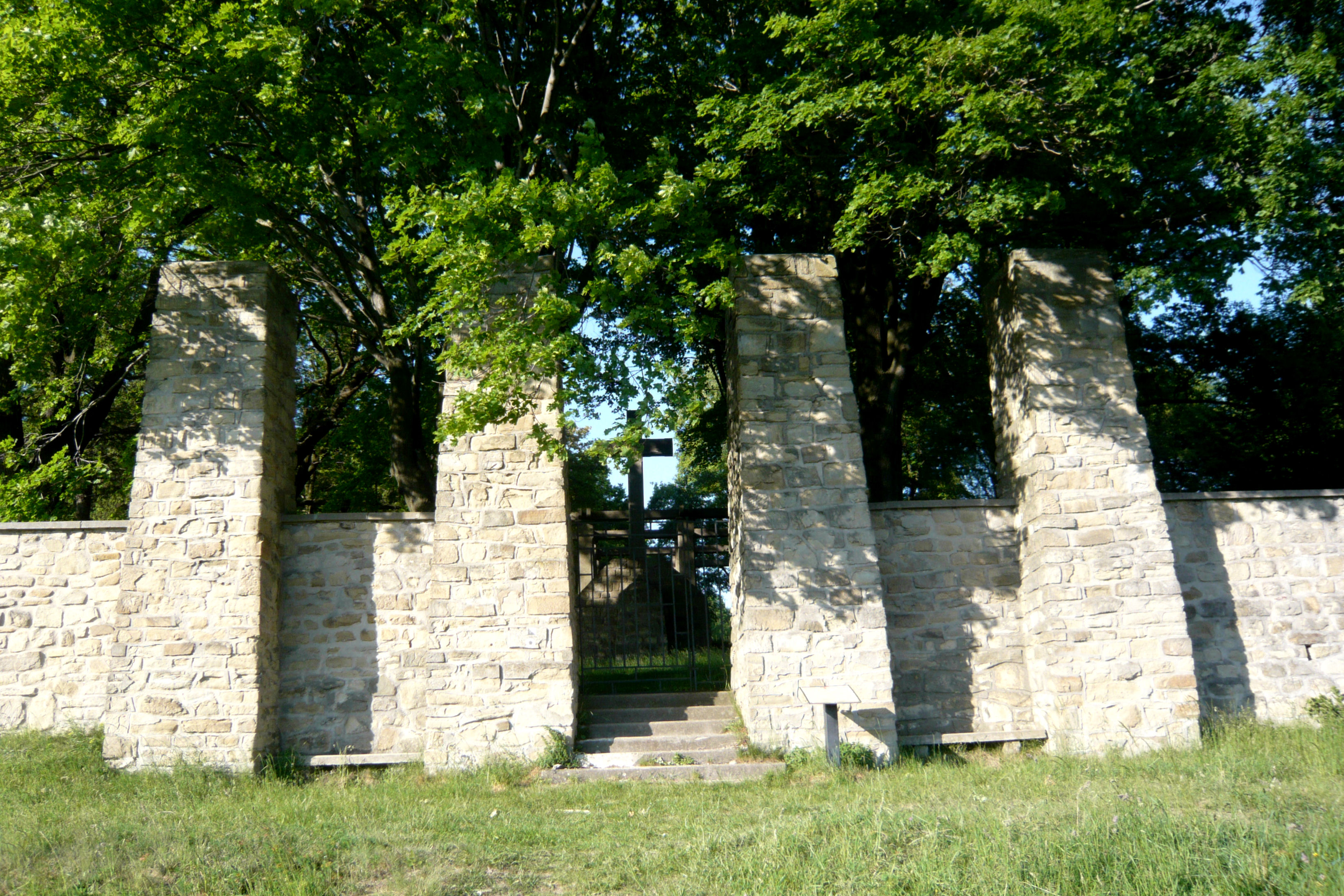
Військове кладовище № 80 в околицях села Сенкова, Польща
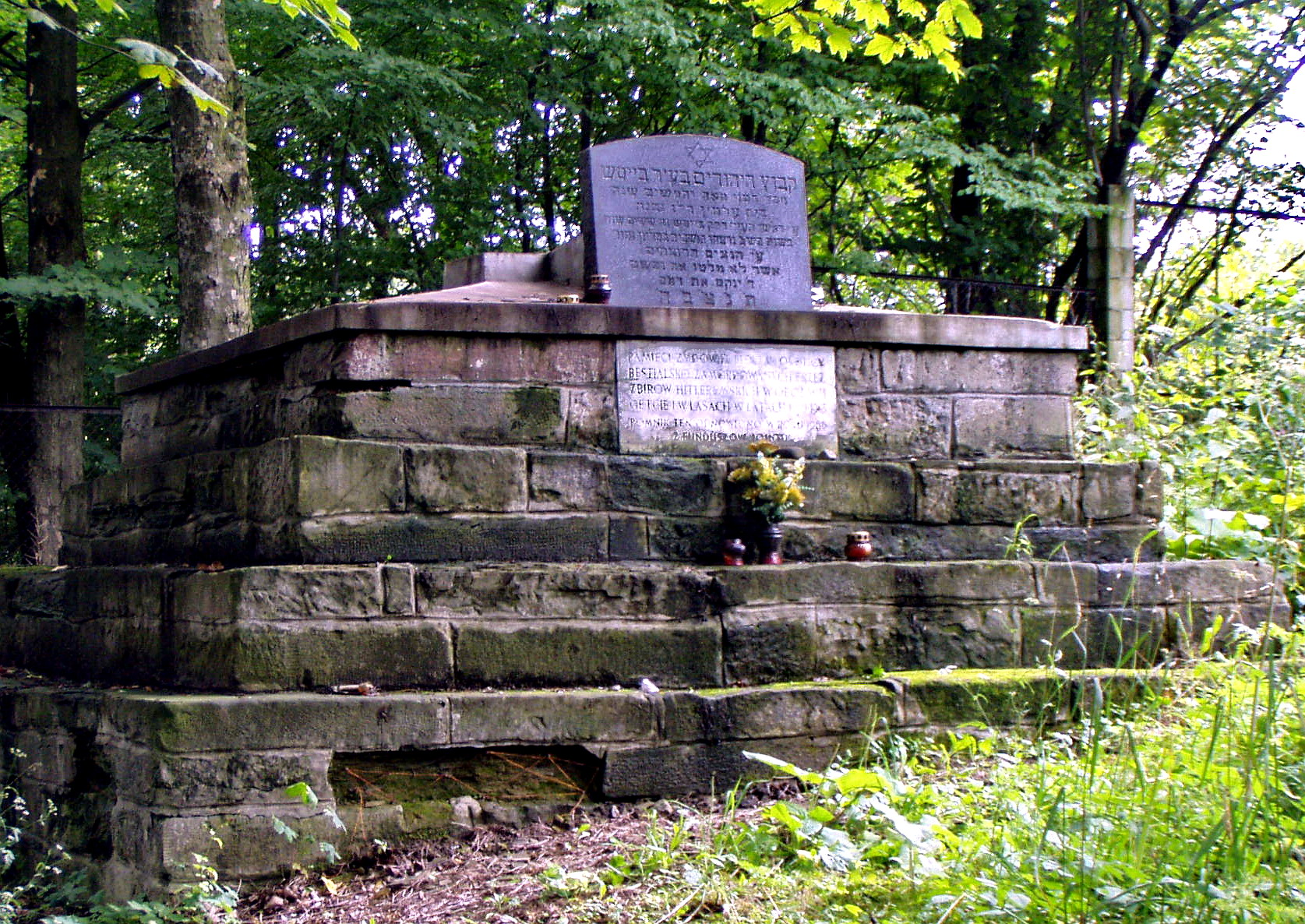
Військове кладовище № 107 в місті Беч, Польща